# Réseau européen des gestionnaires de réseau de transport d'électricité
Le Réseau européen des gestionnaires de réseau(x) de transport d’électricité (en anglais European Network of Transmission System Operators for Electricity, ENTSO-E) est une association représentant 42 gestionnaires de réseau de transport d'électricité (GRT) de 35 pays à travers l'Europe. Il dépasse ainsi les frontières de l'Union européenne (UE). ENTSO-E a été créée et s’est vu confier des mandats juridiques en 2009 par le troisième paquet énergie de l'UE pour le marché intérieur de l'énergie, visant à libéraliser les marchés du gaz et de l'électricité.

## Histoire
Le 27 juin 2008, 36 gestionnaires de réseau de transport (GRT) européens ont signé à Prague une déclaration d'intention pour créer ENTSO-E. Celle-ci a été créée le 19 décembre 2008 à Bruxelles par 42 GRT, succédant aux six associations régionales des GRT. Elle est devenue opérationnelle le 1er juillet 2009. Les anciennes associations ETSO, ATSOI, UKTSOA, NORDEL, UCTE et BALTSO font depuis partie de l'ENTSO-E, qui continue à fournir leurs données dans l’intérêt public.
La création d'ENTSO-E a été initiée par l'adoption du Troisième Paquet législatif de l'Union européenne sur les marchés du gaz et de l'électricité. En 2003, la Commission européenne avait en effet mené une enquête sectorielle sur la concurrence du marché de l'électricité dans six pays européens. Après examen de la concurrence dans ces pays, le rapport final notait des problèmes à résoudre, en particulier le manque d'intégration entre les marchés des États membres, ainsi que l'absence d'information accessible et transparente. C'est à la suite de cette enquête que la Commission européenne a adopté le Troisième Paquet énergie en septembre 2007, ouvrant la voie à la création d'ENTSO-E,.

## Objectifs
Selon les termes mentionnés sur son site internet, « ENTSO-E favorise la coopération plus étroite à travers l’Europe entre les GRT pour soutenir la mise en œuvre de la politique énergétique de l'UE et atteindre ses objectifs climatiques, qui sont en train de changer la nature même du système énergétique européen. Les principaux objectifs d'ENTSO-E sont centrés sur l'intégration des sources d'énergie renouvelables (SER), telles que le vent et l'énergie solaire, dans le système d'alimentation, et l'achèvement du Marché intérieur de l'énergie (MIE) : des projets au cœur de la réalisation des objectifs de politique énergétique de l'UE d'accessibilité, de durabilité et de sécurité d'approvisionnement. [...] ENTSO-E vise à être le point central pour toutes les questions techniques, de marché et politiques relatives aux GRT et au réseau européen ; se plaçant à l’interface avec les utilisateurs du système d'alimentation, les institutions européennes, les régulateurs et les gouvernements nationaux. »

## Membres
Les GRT sont responsables de la transmission de l'énergie sur les principaux réseaux électriques à haute tension. Ils fournissent l'accès au réseau pour les acteurs du marché de l'électricité (sociétés de production, revendeurs, fournisseurs, distributeurs, clients directement raccordés), selon des règles non discriminatoires et transparentes. Dans de nombreux pays, les GRT sont aussi chargés du développement de l'infrastructure de réseau. Au sein du marché intérieur de l'électricité de l'Union européenne, ils doivent opérer indépendamment des autres acteurs du marché de l'électricité (unbundling, ou « séparation juridique »).
ENTSO-E est constitué de 42 GRT issus de 35 pays différents. Le GRT turc TEIAS a le statut de « membre observateur » depuis 2016.
| ISO code pays | Pays               | GRT                                              | Abbr.            |
| ------------- | ------------------ | ------------------------------------------------ | ---------------- |
| AT            | Autriche           | Verbund - Austrian Power Grid                    | APG              |
| AT            | Autriche           | Vorarlberger Übertragungsnetz                    | VUEN             |
| AL            | Albanie            | OST sh.a                                         | OST              |
| BE            | Belgique           | Elia                                             | Elia             |
| BA            | Bosnie-Herzégovine | Nezavisni operator sustava u Bosni i Hercegovini | NOS BiH          |
| BG            | Bulgarie           | Electroenergien Sistemen Operator                | ESO              |
| HR            | Croatie            | Croatian Transmission System Operator            | HOPS             |
| CY            | Chypre             | Cyprus Transmission System Operator              | Cyprus TSO       |
| CZ            | République tchèque | ČEPS                                             | ČEPS             |
| DK            | Danemark           | Energinet.dk                                     |                  |
| EE            | Estonie            | Elering                                          |                  |
| FI            | Finlande           | Fingrid                                          |                  |
| FR            | France             | Réseau de transport d'électricité                | RTE              |
| DE            | Allemagne          | EnBW Transportnetze                              | EnBW TNG         |
| DE            | Allemagne          | Tennet TSO                                       | TTG              |
| DE            | Allemagne          | Amprion                                          |                  |
| DE            | Allemagne          | 50Hertz Transmission                             | 50 hertz         |
| GR            | Grèce              | Independent Power Transmission Operator          | IPTO (or ADMIE)  |
| HU            | Hongrie            | MAVIR                                            | MAVIR            |
| IS            | Islande            | Landsnet                                         |                  |
| IE            | Irlande            | EirGrid                                          |                  |
| IT            | Italie             | Terna                                            |                  |
| KO            | Kosovo             | KOSST                                            |                  |
| LV            | Lettonie           | Augstsprieguma tīkls                             |                  |
| LT            | Lituanie           | Litgrid                                          |                  |
| LU            | Luxembourg         | Creos Luxembourg                                 |                  |
| MK            | Macédoine          | MEPSO                                            |                  |
| ME            | Monténégro         | Crnogorski elektroprenosni sistem AD             | CGES             |
| NL            | Pays-Bas           | TenneT                                           |                  |
| NO            | Norvège            | Statnett                                         |                  |
| PL            | Pologne            | Polskie Sieci Elektroenergetyczne                | PSE              |
| PT            | Portugal           | Redes Energéticas Nacionais                      | REN              |
| RO            | Roumanie           | Transelectrica                                   |                  |
| RS            | Serbie             | Elektromreža Srbije                              | EMS              |
| SK            | Slovaquie          | SEPS                                             | SEPS             |
| SI            | Slovénie           | Elektro-Slovenija                                | ELES             |
| ES            | Espagne            | Red Eléctrica de España                          | REE              |
| SE            | Suède              | Svenska Kraftnät                                 | SVK              |
| CH            | Suisse             | swissgrid                                        | Swissgrid        |
| GB            | Royaume-Uni        | National Grid                                    | National Grid    |
| GB            | Royaume-Uni        | System Operator for Northern Ireland             | SONI             |
| GB            | Royaume-Uni        | Scottish Hydro Electric Transmission plc         | SHE Transmission |
| GB            | Royaume-Uni        | Scottish Power Transmission plc                  | SPTransmission   |

## Aire géographique
La zone géographique couverte par les GRT membres d'ENTSO-E est divisée en quatre zones synchrones (en) et deux systèmes isolés (Chypre et l'Islande). Les zones synchrones sont des groupes de pays dont les systèmes électriques respectifs sont connectés. La fréquence du système (50 Hz, avec des écarts généralement très faibles) est synchrone au sein de chaque région, et une perturbation en un seul point dans la zone sera donc enregistrée dans toute la zone. Les zones synchrones sont connectées entre elles par des interconnecteurs fonctionnant en courant continu.
Les avantages des zones synchrones comprennent notamment : la mise en commun des capacités de production et des réserves, résultant en des économies de coûts, et une assistance mutuelle en cas de perturbations, entraînant des coûts de puissance de réserve moins élevés (par exemple en cas de perturbation ou d'interruption).

## Base légale
Le Troisième paquet énergie et le règlement (CE) 714/2009 sur les conditions d'accès au réseau pour les échanges transfrontaliers d'électricité stipulent les tâches et les responsabilités de l'ENTSO-E. 
Le règlement (UE) 838/2010 sur les lignes directrices relatives au mécanisme de compensation entre GRT énonce la méthode par laquelle les GRT reçoivent une compensation pour les coûts engagés dans l'accueil de flux transfrontaliers d'électricité. 
Le règlement (UE) 347/2013 sur les orientations pour les infrastructures énergétiques transeuropéennes définit les projets européens d'intérêt commun (PIC) et identifie le « Plan de développement du réseau sur dix ans » d'ENTSO-E comme base pour leur sélection. l'ENTSO-E est également chargée de concevoir la méthodologie coûts-avantages correspondante pour l'évaluation des projets d'infrastructure.
Le règlement sur la transparence (UE) 543/2013 sur la soumission et la publication des données sur les marchés de l'électricité, rend obligatoire pour les fournisseurs et les propriétaires de données des États membres de l’UE la publication des informations fondamentales liées à la production d'électricité, la charge, la transmission, l'équilibre, les pannes, et la gestion de la congestion sur la Plateforme de transparence mise en place par ENTSO-E.

## Publications

### Plan du réseau de transmission paneuropéen et analyse coûts-bénéfices
Le « Plan de développement du réseau sur dix ans » (abrégé en TYNDP d'après son nom en anglais) est élaboré par ENTSO-E, en étroite coopération avec toutes les parties prenantes, sous contrôle de l'Agence de coopération des régulateurs de l'énergie (ACER) et est finalement adopté par la Commission européenne. Il est le seul plan de développement existant pour le réseau paneuropéen. Il constitue la base pour la sélection des projets d'intérêt commun (PIC) de l'UE. La liste des PIC n’est cependant pas fixée par ENTSO-E et est soumise à un processus différent menée par la Commission et les États membres de l'UE.
Le TYNDP est mis à jour tous les deux ans. Pour être inclus dans le TYNDP, chaque projet (qu’il soit de transmission ou de stockage) doit passer par une analyse coûts-bénéfices. La méthodologie de cette analyse est développée par ENTSO-E en consultation avec les parties prenantes et adoptée par la Commission . Elle permet d’évaluer les projets en fonction de critères socio-économiques et environnementaux.

### Prévisions d’adéquation
ENTSO-E publie des prévisions de production en été et en hiver, ainsi que des prévisions de l'adéquation du système à long terme (SO&AF). Les prévisions saisonnières évaluent si la production est suffisante pour couvrir l'offre et visent à mettre en évidence les possibilités pour les pays voisins de contribuer à l'équilibre production /demande dans les situations critiques dans un pays spécifique. Le SO&AF analyse l’adéquation du système à long terme et contribue à la préparation des décisions d'investissement.

### Codes de réseau
Les Codes de réseau sont des règles pan-européennes rédigées par ENTSO-E, en consultation avec les parties prenantes et en prenant en compte les conseils de l’Agence de coopération des régulateurs de l'énergie (ACER). Ces codes sont regroupés dans trois domaines:
- codes de connexion, régissant les liaisons entre les producteurs d'électricité et la demande et les lignes de courant continu aux réseaux de transport ;
- codes opérationnels, définissant les règles d'exploitation des systèmes électriques pan-européens ;
- codes de marché, visant à faciliter et harmoniser le commerce transfrontalier de l'électricité en Europe[10],[20].

Le processus de rédaction des Codes de réseau et leur adoption est définie par le Troisième Paquet énergie. ACER développe une ligne directive cadre établissant les choix de politique à suivre pour chaque code. Sur cette base, les codes sont rédigés par ENTSO-E en consultation avec les parties prenantes. Après l'avis et la recommandation d’ACER pour adoption, chaque code est soumis à la Commission européenne pour approbation par le processus de comitologie, devenant ainsi, si approuvé, partie intégrante du droit de l’UE, directement contraignant et mis en œuvre dans tous les États membres.

### Plateforme de transparence de l'information
La Plateforme de transparence de l'information centrale de l'ENTSO-E offre un accès gratuit aux données et aux informations fondamentales sur la génération de l'énergie paneuropéenne, la transmission, et la consommation.

### Recherche, développement, et innovation (R&D)
La feuille de route R&D de ENTSO-E fournit la vision d'ENTSO-E sur les projets de réseau à effectuer par les GRT pour atteindre les objectifs fixés par l'UE. Elle est soutenue par le Plan annuel de mise en œuvre de la R & D, qui combine à la fois des approches ascendantes et descendantes pour répondre aux exigences de la Feuille de route. Enfin, ENTSO-E publie chaque année un rapport de suivi R&D qui évalue les progrès des travaux de R&D en lien avec les GRT.

## Gouvernance
ENTSO-E est une association internationale sans but lucratif (AISBL) établie conformément à la loi belge. Elle est financée par ses membres, les GRT (actuellement 41), qui contribuent au budget selon le nombre de pays et la population desservie.
L'organe supérieur d'ENTSO-E est son assemblée, qui est composée de représentants de la direction de tous les membres. Le Conseil d'ENTSO-E (Board en anglais) est élu tous les deux ans par l'Assemblée. Il comprend 12 représentants. Le président, le vice-président et les présidents de comités assistent aux réunions du Conseil. Celui-ci coordonne le travail des comités et met en œuvre les décisions de l'Assemblée,.
ENTSO-E comprend aussi quatre comités spécialisés composés de gestionnaires issus des GRT membres. Chaque comité supervise plusieurs groupes régionaux et groupes de travail.
Au même niveau que les quatre comités, le Groupe transversal juridique et réglementaire conseille tous les organes de l'ENTSO-E sur les questions juridiques et réglementaires. En outre, des groupes d'experts sur les données, la mise en œuvre des codes de réseau, et les affaires européennes fournissent une expertise et des travaux spécifiques à l'association.
Le secrétariat d'ENTSO-E est situé à Bruxelles, en Belgique. Il est dirigé par le secrétaire général et représente ENTSO-E auprès des institutions européennes, des régulateurs et des parties prenantes.

## Chiffres clés (2018)
- 42 gestionnaires de réseau de transport
- 35 pays européens
- 488 958 kilomètres de lignes de transport transfrontalières
- 3 659,1 TWh d'électricité transportée
- 434 893 GWh d'échange d'électricité entre les GRT membres
- Une capacité de production nette de 1 163 405 MW connectée au réseau[28].